# 161-й истребительный авиационный полк (1-го формирования)
161-й истребительный авиационный полк (161-й иап) — воинская часть Военно-воздушных сил (ВВС) Вооружённых Сил РККА, принимавшая участие в боевых действиях Великой Отечественной войны.

## Наименования полка
За весь период своего существования полк несколько раз менял своё наименование:
- 161-й истребительный авиационный полк
- 425-й истребительный авиационный полк
- 745-й истребительный авиационный полк
- 745-й смешанный авиационный полк

## Создание полка
161-й истребительный авиационный полк сформирован в октябре 1940 года в Западном Особом военном округе на аэродроме Балбасово (Оршанский аэроузел) на самолётах И-16. Включён в состав 43-й истребительной авиадивизии ВВС ЗОВО.
| И-15 бис | И-153 | И-16 |

## Переименование полка
161-й истребительный авиационный полк 12 августа 1941 года переименован в 425-й истребительный авиационный полк

## В действующей армии
В составе действующей армии:
- с 22 июня 1941 года по 27 июля 1941 года.

## Командиры полка
- майор Кулинич Антон Митрофанович[3], 10.1940—10.05.1942

## В составе соединений и объединений
| Период        | Фронт (округ)                 | армия      | дивизия                                 | примечание                                           |
| ------------- | ----------------------------- | ---------- | --------------------------------------- | ---------------------------------------------------- |
| 24.05.1941 г. | Западный Особый военный округ | ВВС округа | 43-я истребительная авиационная дивизия | Балбасово, И-16                                      |
| 22.06.1941 г. | Западный фронт                | ВВС фронта | 43-я истребительная авиационная дивизия | Балбасово, И-16                                      |
| 27.07.1941 г. | Западный фронт                | ВВС фронта | 43-я истребительная авиационная дивизия | выведен с фронта на доукомплектование и переучивание |
| 01.08.1941 г. | Московский военный округ      | ВВС округа | Высшая школа штурманов ВВС КА           | г. Рязань, МиГ-3                                     |
| 12.08.1941 г. | Московский военный округ      | ВВС округа | Высшая школа штурманов ВВС КА           | Переименован в 425-й иап                             |

## Участие в операциях и битвах
- Приграничные сражения — с 22 июня 1941 года по 29 июня 1941 года.
- Витебское сражение - с 6 июля 1941 года по 10 июля 1941 года.

## Первая победа полка в воздушном бою
Первая известная воздушная победа полка в Отечественной войне одержана 24 июня 1941 года: лейтенант Якименко И. И. в воздушном бою в районе западнее г. Витебск сбил немецкий бомбардировщик He-111.

## Отличившиеся воины
- Соболев Афанасий Петрович, лётчик полка, Указом Президиума Верховного Совета СССР от 24 августа 1943 года удостоен звания Героя Советского Союза будучи командиром 2-го гвардейского истребительного авиационного полка 215-й истребительной авиационной дивизии 2-го истребительного авиационного корпуса 1-й воздушной армии. Золотая Звезда № 1069.

## Лётчики-асы полка
| Фамилия, имя отчество        | Награды | Сбито самолётов (+ в группе) | Примечание |
| ---------------------------- | ------- | ---------------------------- | --- |
| Соболев Афанасий Петрович    |         | 14 + 10                      | Боевых вылетов: около 500 |
| Терехин Николай Васильевич   |         | 9 + 3                        | Боевых вылетов: 250. Пропал без вести 30 декабря 1942 г. Не вернулся с боевого задания. Два самолёта сбиты таранными ударами. |
| Филатов Александр Михайлович |         | 5 + 2                        | Пропал без вести 10 августа 1942 г. Не вернулся с боевого задания.                                                            |

## Самолёты на вооружении
| Период    | Самолёты |
| --------- | -------- |
| 1940—1941 | И-16     |
| 1941—1941 | МиГ-3    |

## Базирование
| Период          | Аэродром                       |
| --------------- | ------------------------------ |
| 1940—22.06.1941 | Балбасово (Оршанский аэроузел) |